# 01 Night Factory
『01 Night Factory』（ゼロワン・ナイト・ファクトリー）は、TOKYO FMで放送されていた深夜の番組レーベルである。放送時間は毎週月曜 - 水曜の25:00 - 26:00。

## 概要
もともと月～水は『BIG SPECIAL』（JFN）を放送していた。また、木曜日は最初こそ『BIG SPECIAL』であったが、徐々に自社番組が編成されていった（ちなみに2013年9月までは、木曜日のみ28:00まで枠があったが、『BIG SPECIAL』の拡大によりこの枠は縮小された）。
この番組はそれらのミニ番組の再編成と新番組を合わせて様々な分野の番組を放送するものである。

なお、『BIG SPECIAL』が26:00から飛び乗る。
2013年10月の改編で一部改編され、木曜日は独立枠となった。
2014年3月をもってこのレーベルでの放送は終了した。

「どるラジ」「どれみふぁ♪ギャップリン」「AKIBA NOISE」の各番組は当レーベル終了後も独立枠として存続放送する。

## パーソナリティ
最新改編：2014年1月
|               | MON                                                    | TUE                                                  | WED                                        |
| 25:00 - 25:30 | Doll☆Elementsの「どるラジ」 Doll☆Elements              | バクステ深夜営業中☆ 広沢麻衣、亀戸えり               | AKIBA NOISE もふくちゃん、サンキュータツオ |
| 25:30 - 25:55 | TOKYO No.1 カワイイラジオ（JFNC） 櫻井孝昌、上坂すみれ | どれみふぁ♪ギャップリン 新貝あやか(こねこねこ)、大地 | PRENCOの気分は☆グルービー!!! PRENCO        |
| 25:55 - 26:00 | ミッドナイト劇場                                       | ミッドナイト劇場                                     | ミッドナイト劇場                           |

### 終了した番組
- 月曜25時台後半
  - APPLI THE WORLD（2013年4月30日まで） - 村井智健、高橋亮、西もなか[2]
  - スマホ Café Radio(2013年9月30日まで) - 石田晴香(AKB48)、村井智健、高橋亮
- 火曜25時台前半（2013年9月24日まで）：KUSO RADIO - 綾小路翔、LOVE
- 水曜25時台後半：アニソンの流儀（2013年9月25日まで） - 齋藤Ｐ[3]
- 木曜25時台：鷹の爪団の世界征服ラヂヲ（2013年10月以降は独立枠としてそのまま放送） - FROGMAN、鈴木あきえ
- 火曜25時台後半：柳家喬太郎のピロウトーク - 柳家喬太郎（2013年10月以降は木曜21:20-21:40へ枠移動）